# Południowa Afryka na Letnich Igrzyskach Olimpijskich 2000
Południową Afrykę na Letnich Igrzyskach Olimpijskich 2000 reprezentowało 127 zawodników, 89 mężczyzn i 38 kobiet.

## Zdobyte medale
| Medal  | Zawodnik          | Dyscyplina    | Konkurencja                         |
| ------ | ----------------- | ------------- | ----------------------------------- |
| Srebro | Hestrie Cloete    | Lekkoatletyka | Skok wzwyż kobiet                   |
| Srebro | Terence Parkin    | Pływanie      | 200 m stylem klasycznym mężczyzn    |
| Brąz   | Llewellyn Herbert | Lekkoatletyka | Bieg na 400 m przez płotki mężczyzn |
| Brąz   | Frantz Kruger     | Lekkoatletyka | Rzut dyskiem mężczyzn               |
| Brąz   | Penny Heyns       | Pływanie      | 100 m stylem klasycznym kobiet      |